# Mùa đông hạt nhân
Mùa đông hạt nhân là kết quả giả định của quá trình làm mát khí hậu toàn cầu trầm trọng và kéo dài xảy ra sau những đợt bão lửa lan rộng khi chiến tranh hạt nhân xảy ra.
Giả thuyết này dựa trên thực tế là các đám bão lửa này có thể phun tro bụi vào tầng bình lưu, dẫn đến ngăn chặn một số ánh sáng mặt trời tiếp cận bề mặt Trái Đất. Trong lịch sử các đám cháy rừng xảy ra ở một số khu rừng và thành phố. Trong việc phát triển các mô hình trên máy tính về các kịch bản mùa đông hạt nhân, các nhà nghiên cứu sử dụng đám bão lửa ở Hamburg và Hiroshima như các trường hợp có thể đã tung tro bụi vào tầng bình lưu, cũng như những quan sát hiện đại về các vụ cháy rừng tự nhiên.